# Juin 1996

## Événements
- L’Ukraine renonce aux stocks d’ogives nucléaires entreposés sur son sol au profit de la Russie.

- 2 juin (Formule 1) : Grand Prix automobile d'Espagne.

- 2 juin-3 juillet : élection présidentielle tchadienne. Idriss Déby est élu président de la République.

- 3 et 4 juin : sommet de l'OTAN à Bruxelles. Le ministre français de la Défense siège à nouveau au sein du Conseil des ministres de l'organisation, mais le sommet reconnaît en contrepartie l'existence d'une « identité européenne de défense » au sein de l'Alliance. Cependant le Président Jacques Chirac n'obtient pas que le commandement du Sud-Méditerranée soit confié à un officier français.

- 4 juin: échec du 1er décollage d'Ariane 5 lors d'un vol inaugural .

- 5 juin : retrait du Gabon de l'OPEP.

- 15 juin
  - départ de la soixante-quatrième édition des 24 Heures du Mans.
  - un attentat à la bombe par l'IRA à Manchester.

- 16 juin :
  - La course des 24 Heures du Mans est remportée par l'équipe Manuel Reuter / Davy Jones / Alexander Wurz sur une voiture (TWR-Porsche).
  - Formule 1 : Grand Prix automobile du Canada.
  - À l’issue du premier tour de l’élection présidentielle en Russie, Boris Eltsine recueille 34,8 % des voix, talonné par Guennadi Ziouganov, le leader communiste, qui obtient 32,1 % des suffrages, tandis que le général Alexandre Lebed, autrefois sanctionné pour avoir vigoureusement exprimé son opposition à la guerre en Tchétchénie, atteint 14,7 % score faisant de lui l’arbitre du second tour. Boris Eltsine fait alliance avec Lebed en le nommant secrétaire du Conseil de sécurité.

- 23 juin : devant le programme de Benyamin Netanyahou, les États arabes se réunissent au Caire et rappellent les principes de la paix (« paix contre la terre ») et demande le respect des engagements pris. Netannyahou estime cette prise de position comme une provocation et du « diktat ». La colonisation reprend durant l’été.

- 25 juin : un attentat visant la base aérienne de Khobar tue 19 Américains. L’enquête s’oriente vers le milliardaire islamiste ben Laden, privé de la nationalité saoudienne en 1994 et réfugié en Afghanistan.

- 26 juin : Moubarak échappe à un attentat en Éthiopie. L’Égypte accuse le Soudan de servir de base arrière aux mouvements islamistes.

- 28 juin : gouvernement de Necmettin Erbakan en Turquie. L’armée turque fait pression pour obtenir la démission du ministère dirigé par un islamiste.

- 30 juin :
  - Mongolie : faible majorité de l’Alliance démocratique aux élections, mettant fin à 75 ans de majorité communiste à l'assemblée.
  - Formule 1 : Grand Prix automobile de France.

## Naissances en juin 1996
- 1er juin : Tom Holland, acteur et danseur britannique.
- 7 juin : Sayuri, musicienne japonaise († 20 septembre 2024).
- 8 juin : MohBad, chanteur nigérian († 12 septembre 2023).
- 13 juin : Kodi Smit-McPhee, acteur australien.
- 22 juin : Rodri, footballeur espagnol.
- 25 juin : Lele Pons, Danseuse vénézuélienne.
- 27 juin : Héloïse Martin, actrice française.